# Jan-Otto Carlsson
Jan-Otto Carlsson, född 1943, är en svensk kemist. Han disputerade 1979 vid Uppsala universitet, där han senare blev professor i oorganisk kemi. Han invaldes 1993 som ledamot av Vetenskapsakademien.